# فار إيست موفمينت
فار إيست موفمينت (بالإنجليزية: Far East Movement)‏ ومعناها حركة الشرق الأقصى وفرقة غنائية موسيقية أمريكية تتمركز في مدينة لوس أنجلوس كاليفورنيا الولايات المتحدة تأسست سنة 2003 وهي باقية لحد الآن تتكون الفرقة من كيف نيش (كيفن نيشيمورا) و بروهغريس (جيمس روه) و جاي سبلف (جاي تشونغ) و دي جي فيرمان (فيرمان كوكيا)، أشتهرت هذه الفرقة بغنائها في الأفلام و المسلسلات مثل فلم السرعة والغضب: قيادة طوكيو و في مسلسل سي إس آي: ميامي وغنت هذه الفرقة أيضا مع جستن بيبر.

## روابط خارجية
- فار إيست موفمينت على موقع IMDb (الإنجليزية)
- فار إيست موفمينت على موقع ميوزك برينز (الإنجليزية)
- فار إيست موفمينت على موقع أول ميوزيك (الإنجليزية)
- فار إيست موفمينت على موقع ديسكوغز (الإنجليزية)